# El inicio de la primavera (Novela)
El inicio de la primavera es una novela de 1988 de la autora británica Penelope Fitzgerald. Ambientada en el Moscú de 1913, cuenta la historia de un propietario de una imprenta nacido en Moscú y educado en Inglaterra, cuya esposa inglesa le abandona repentinamente a él y a sus tres hijos. La novela fue preseleccionada para el Premio Booker 1988.

## Argumento
En marzo de 1913, Nellie Reid abandona a su marido Frank, un inglés de origen ruso que dirige una imprenta en Moscú. Ella regresa a Inglaterra sin avisar ni dar explicaciones y él necesita urgentemente encontrar a alguien que cuide de sus tres hijos, Dolly, Ben y Annie (Annushka).
Los Kuriatin, la familia de un socio comercial, resultan inadecuados: La visita de Frank acaba en desastre cuando un osezno regalado al hijo de la familia por su cumpleaños se emborracha, causa estragos en el comedor y tiene que ser disparado. Luego, la señora Graham, esposa del capellán anglicano, le presenta a Muriel Kinsman, una institutriz inglesa que, por razones poco claras, ha sido recientemente despedida de su puesto. Él la considera igualmente inadecuada.
Selwyn Crane, jefe de contabilidad de Frank, es un idealista seguidor de Tolstoi que dedica gran parte de su tiempo libre a buscar a los que considera oprimidos; también es poeta y autor de Birch Tree Thoughts. Selwyn presenta a Frank a Lisa Ivanovna, una joven vendedora que se encuentra llorando en el departamento de pañuelos para hombres de la tienda local. Se dice que es la hija de un carpintero rural. Frank la contrata y se siente atraído por su belleza y su serena presencia. Los niños se encariñan rápidamente con ella.
Una noche, Frank es llamado a su imprenta a deshoras, donde descubre a un estudiante, llamado Volodya Vasilych, que ejecuta dos disparos. El intruso se defiende insinuando que está allí para imprimir panfletos revolucionarios, pero más tarde confiesa su verdadera motivación: está celoso de Frank, de quien sospecha que está cortejando a Lisa. Lisa dice que no conoce bien al estudiante, pero que era uno de los que solían merodear por el departamento de pañuelos para hombres.
Frank ha estado escribiendo regularmente a Nellie en Inglaterra, pero no ha recibido ninguna respuesta y no las tiene todas consigo de que esté recibiendo sus cartas. Cuando su hermano Charlie, que vive en Norbury, llega a Moscú de visita, Frank espera noticias, pero Charlie no es capaz de proporcionarle ninguna. Durante su estancia, Charlie se siente atraído por Lisa y le sugiere que se la lleve a ella y a los niños de vuelta a Inglaterra. Pero los niños quieren quedarse en Moscú y Frank decide no hacerlo.
Frank se propone declararse a Lisa y decirle lo que siente por ella; él se insinúa y ella le corresponde.
Lisa lleva a los niños a la dacha de la familia en el campo. Cuando Dolly sorprende a Lisa saliendo de la dacha por la noche, Lisa le dice que la acompañe. En un claro del bosque ven muchas figuras misteriosas y silenciosas -no explicadas en la novela-, cada una de las cuales se aprieta contra un abedul distinto. Lisa comenta que si Dolly recuerda esto, "entenderá con el tiempo lo que ha visto". Regresan a la dacha, el potente olor a savia de abedul sigue a Dolly hasta su cama.
Mientras tanto, Selwyn admite su participación en la repentina partida de Nellie. Le dice a Frank que Nellie había empezado a "volverse demasiado hacia lo espiritual" y que había estado a punto de huir con él, hasta que sus propios escrúpulos lo habían impedido. Desde entonces, Nellie vive en un asentamiento tolstoiano en Inglaterra, un lugar que él había recomendado previamente a la institutriz, Muriel Kinsman. Muriel le ha escrito con regularidad y le ha dicho que Nellie se ha marchado recientemente porque no le gustaba la vida en común.
Frank recibe una llamada en la que le dicen que recoja a sus hijos en la estación de tren, donde han llegado sin vigilancia. Lisa los había metido en el tren a Moscú y había cogido ella misma un tren a Berlín. Frank se da cuenta de que Lisa no era la inocente hija de un carpintero que había fingido, y que ha aprovechado la oportunidad para escapar de Rusia ilegalmente.
Por fin ha llegado la primavera, y los criados de Frank han completado la limpieza anual de primavera y el ritual de apertura de ventanas. La novela termina con Nellie entrando de nuevo en la casa.

## Personajes principales
- Frank Albertovich Reid : dueño de una imprenta nacido en Rusia de padres ingleses, educado en Inglaterra
- Nellie (Elena Karlovna) Reid: la esposa inglesa de Frank
- Dolly, 10, Ben, 8, Annie (Annushka), casi 3: sus tres hijos.
- Charlie Cooper: el hermano de Nellie, un viudo que vive en Norbury
- Selwyn Osipych Crane: el contador jefe nacido en Inglaterra de Frank; poeta idealista y seguidor de Tolstoi
- Volodya Vasilych (Vladimir Semyonovich Gregoriev): estudiante
- Lisa Ivanovna: dependienta contratada por Frank para cuidar a sus hijos
- Arkady Kuriatin: empresario moscovita
- Matryona Osipovna Kuriatin: esposa de Arkady.
- Muriel Kinsman: institutriz inglesa
- Cecil/Edwin[Note 1] Graham: capellán anglicano en Moscú
- Sra. Graham: esposa del capellán.

## Trasfondo
Penelope Fitzgerald llegó a estar muy interesada en la literatura rusa y, a partir de la década de 1960, estudió ruso. Estuvo de visita en Moscú y sus alrededores en 1975, lo que incluyó una visita a la casa de Tolstoi y una estancia en una casa de campo, rodeada de un bosque de abedules.
A principios de la década de 1970, como parte de su investigación sobre Edward Burne-Jones, Fitzgerald entabló amistad con una conservadora de arte suiza, Mary Chamot, que se había criado en la Rusia anterior a la revolución. La familia de Chamot había tenido un negocio de invernaderos en Moscú desde mediados del siglo XIX, y se habían quedado unos años después de la revolución. El título original de la novela iba a ser El invernadero. Más tarde, Fitzgerald consideró Nellie y Lisa, pero su editor no lo aprobó y sugirió en su lugar La llegada de la primavera, idea que el autor modificó para el título publicado.

## Temas
La novela histórica de Fitzgerald está ambientada en el Moscú de 1913, cuando Rusia estaba al borde de los cambios cataclísmicos de la revolución bolchevique. Pero también transmite la ambivalencia del periodo de perestroika de los años 80 en el que fue escrita.
La escena se desarrolla en una ciudad antropomorfizada de Moscú, con una burocracia corrupta, edificios ruinosos y un clima frío y gris durante gran parte del año. Pero también hay encanto en las desvencijadas casas de madera y en sus desmesurados jardines; la ciudad rebosa testimonios de un pasado glorioso, y la población afronta la banalidad de la vida cotidiana con humor y pasión. Al igual que Moscú, los personajes de Fitzgerald están llenos de contradicciones: rebeldes pero sumisos, lujuriosos pero ascéticos, corruptos pero profundamente morales.
Los personajes principales de la novela son de ascendencia inglesa, y vemos las cosas a través de sus ojos, creando una sensación de alteridad que es parte fundamental de la historia: Fitzgerald tiene la capacidad de crear un mundo completamente conocido y extraño, que a la vez es intensamente comprimido y aparentemente espacioso. Le gustaba crear una sensación de extrañeza en un mundo de imágenes, fragmentos, momentos y de cosas que quedaban sin decir. Una característica que su biógrafa Hermione Lee comparó con Turguéniev.
A través del personaje de Selwyn, la presencia de fondo de Tolstoi se hace sentir con fuerza dentro de la novela, junto con su épica espiritual Resurrección y su estallido inicial de primavera.
Una de las preocupaciones de Fitzgerald, tratada de forma continuada tanto en esta como en el resto de sus otras novelas tardías, es la creencia y el alma. La trama se desarrolla durante la Cuaresma y alcanza su clímax al llegar a la Pascua. Los símbolos y rituales religiosos son omnipresentes, y la autora proyecta su propio sentimiento religioso sobre los rituales del Año Santo ruso y las creencias locales tradicionales.
La escena del bosque de abedules, que forma parte de la extrañeza y la belleza de la novela, no se explica en el texto y parece intencionadamente ambigua. El episodio se ve a través de los ojos de un niño somnoliento, y parece fantasmal y onírico. Fitzgerald no deja claro si las figuras son personas reales, tal vez doukhobors, o si deben interpretarse como un sueño, o en sentido figurado como Los oyentes del poema de Walter de la Mare. El biógrafo de Fitzgerald, sin embargo, ha declarado que sus notas de trabajo dejan claro que la niña no estaba soñando, sino que ha sido testigo de una reunión de conspiradores revolucionarios.
Christopher Knight señala que hay paralelismos entre la obra de Fitzgerald y la Biblia. Por ejemplo, la escena del lavado de los pies de Dolly por parte de Lisa con su chal tras el encuentro en el bosque es una referencia al lavado de los pies de los apóstoles por parte de Jesús en la Última Cena. Las palabras que pronuncia Lisa ("Si lo recuerda, entenderá lo que ha visto") son un eco de las palabras que Jesús le dice a Pedro ("Lo que hago no lo sabes ahora, pero lo sabrás después" en Juan 13, 7). Fitzgerald no proporciona la resolución inmediata de sus secretos y exige a la fe un significado más profundo, que se revelará con el tiempo. En este sentido, la escritura de Fitzgerald se ha comparado con la de la Biblia, ya que el interés del lector se ve impulsado por las dramáticas lagunas narrativas y la falta de detalle que hacen que se tengan que rellenar dichos espacios de forma activa.

## Recepción de la crítica
El inicio de la primavera recibió elogios por parte de la prensa. Escribiendo para el New York Times Book Review, Robert Plunket comparó a Fitzgerald con EM Forster y consideró que el libro era una comedia costumbrista muy buena y muy moderna, una obra "cuya mayor virtud es quizá la más anticuada de todas. Es una novela encantadora". Anita Brookner quedó impresionada por la "tranquila confianza que se esconde tras la aparente sencillez de la expresión" de la autora, la calificó como "la maestra de la insinuación de lo sublime" y elogió el asombroso virtuosismo con el que "dominaba una ciudad, un paisaje y una época desaparecida".
The Daily Telegraph consideró la obra "maravillosa, inteligente y bellamente elaborada", The Times Literary Supplement "una de las novelas más destacadas del año", The Guardian "un éxito total", y la London Review of Books "un tour de force". Para The Independent, Jan Morris se preguntaba "¿Cómo se hace?". "¿Cómo puede saber tanto sobre las minucias de la limpieza de la dacha o los rituales de la artesanía de la impresión a mano, o los hábitos de los vigilantes nocturnos de Moscú, o la naturaleza del entretenimiento en el Club de Comerciantes?".
La novela fue preseleccionada para el Premio Booker en 1988. En 2015, fue elegida por Robert McCrum para su Lista de las 100 mejores novelas inglesas, elaborada para The Guardian.

## Adaptaciones
BBC Radio 4 Extra emitió una adaptación para radio de la novela en el año 2015.